# Nerf pudendal

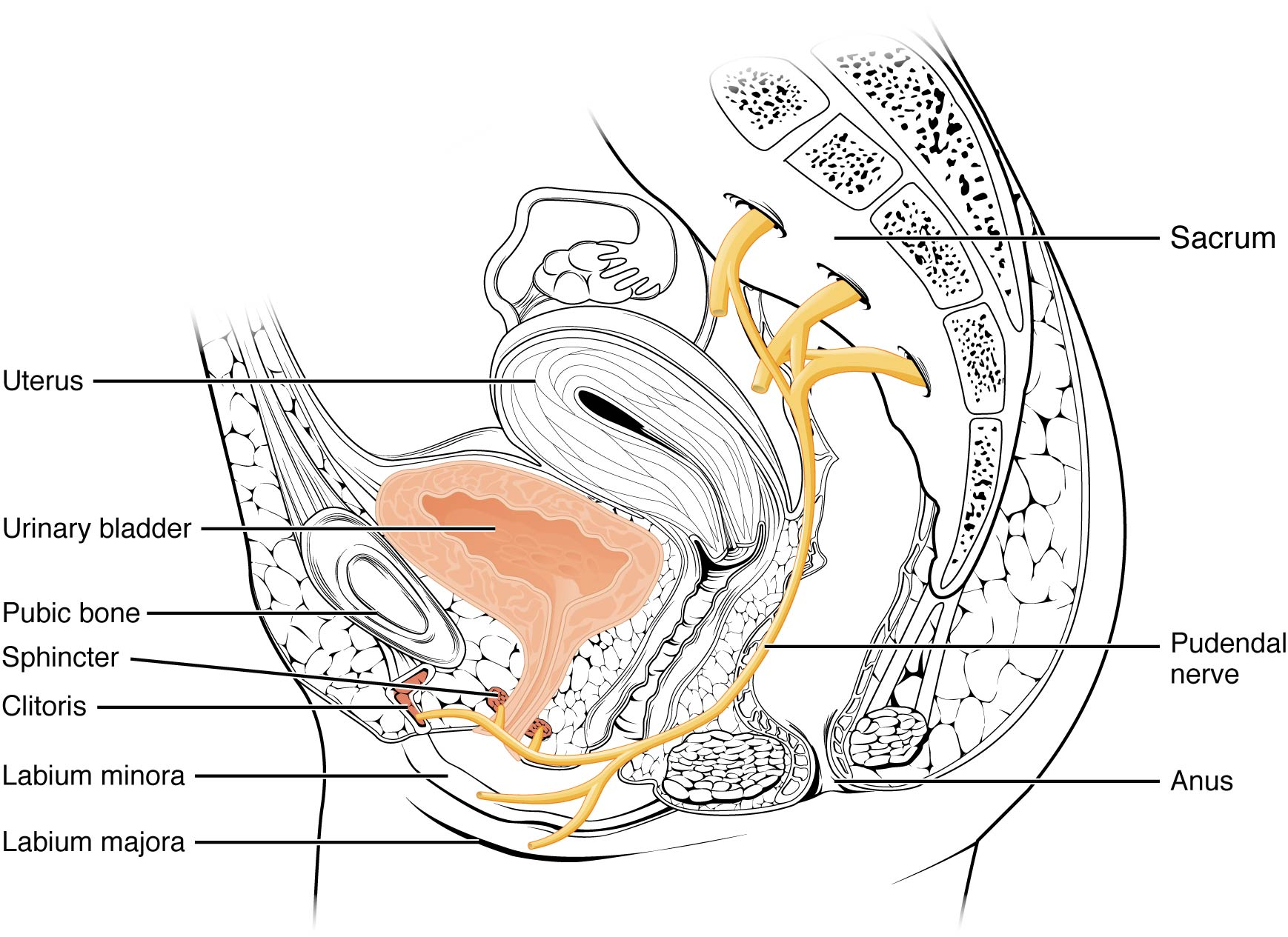
Trajet du nerf pudendal chez la femme

Le nerf pudendal (ou nerf honteux interne dans l'ancienne nomenclature) est un nerf mixte de la région pelvienne qui innerve l'essentiel de la région du périnée, et notamment les organes génitaux externes. Il joue un rôle essentiel dans la continence urinaire et anale.

## Origine
Le nerf pudendal est une branche collatérale de la partie antérieure du plexus sacral issu des rameaux antérieurs des deuxième, troisième et quatrième nerfs sacrés.
En particulier, il reçoit des fibres du noyau d'Onuf.

### Variations
Le nerf pudendal peut varier dans ses origines. Il peut provenir du nerf sciatique.
Parfois il reçoit les rameaux dorsaux du premier nerf sacré et encore plus rarement du cinquième nerf sacré.

## Trajet
Le nerf pudendal passe entre les muscles piriforme et coccygien et sort du bassin par la partie inférieure du grand foramen ischiatique. Il traverse la partie latérale du ligament sacro-épineux et rentre dans le bassin par le petit foramen ischiatique. Il contourne l'épine ischiatique. Il accompagne l'artère pudendale interne et la veine pudendale interne vers le haut et vers l'avant le long de la paroi latérale de la fosse ischio-anale dans le canal pudendal, gaine aponévrotique constituée par le fascia obturateur.
Juste après son contournement de l'épine ischiatique, il donne le nerf anal inférieur.
Puis il se divise en plusieurs branches terminales les nerfs périnéaux et le nerf dorsal du pénis chez l'homme ou le nerf dorsal du clitoris chez la femme.

## Zone d'innervation
Le nerf pudendal est un nerf moteur et sensitif. Il possède également des fibres sympathiques.

### Innervation motrice
Le nerf pudendal par l'intermédiaire de ses branches innerve les muscle du périnée et du diaphragme pelvien :
- le muscle bulbo-spongieux,
- le muscle ischio-caverneux,
- le muscle élévateur de l'anus,
- le muscle sphincter externe de l'anus,
- le muscle sphincter externe de l'urètre.

### Innervation sensitive

#### Chez l'homme
Le nerf pudendal assure la sensibilité du pénis par le nerf dorsal du pénis, de la partie postérieure du scrotum postérieur par les nerfs scrotaux postérieurs.
Il est responsable de la composante afférente de l'érection pénienne et de l'éjaculation.

#### Chez la femme
Le nerf pudendal assure la sensibilité du clitoris par le nerf dorsal du clitoris, des lèvres vaginales par les nerfs labiaux postérieurs.
Il est responsable de la composante afférente de l'érection clitoridienne.

#### Chez l'homme et chez la femme
Le nerf pudendal assure la sensibilité du canal anal.

### Innervation sympathique
Les fibres sympathique interviennent dans le contrôle vasculaire de l'érection.

## Aspect clinique

### Anesthésie du nerf pudendal
L'anesthésie locale du nerf pudendal ou bloc pudendal peut être pratiqué pour des interventions au niveau du canal anal ou lors d'un accouchement.

### Lésion du nerf pudendal
Le nerf pudendal peut être comprimé ou étiré.
L'étirement peut survenir par un étirement du plancher pelvien lors d'un accouchement prolongé et difficile, ou encore lors d'un effort chronique occasionné lors de la défécation due à une constipation.
La compression est très rare et associée à la pratique professionnelle du cyclisme entraînant une névralgie pudendale.
Le nerf pudendal est également affecté par des maladies systémiques comme le diabète ou la sclérose en plaques.
Des dommages permanents de ce nerf peuvent être occasionnés par une tumeur comme le tératome sacrococcygien ou une intervention chirurgicale.